# جبل شريش
جبل شريش جبل يقع بوسط الجمهورية التونسية بولاية زغوان، جنوب شرقي قرية أم الأبواب وشمال شرقي قرية معروف. يبلغ ارتفاعه 618 م.